# محوطه هورسی بند شهرک
محوطه هورسی بند شهرک مربوط به هزاره دوم و۱ قبل از میلاد است و در شهرستان طالقان، روستای شهرک واقع شده و این اثر در تاریخ ۱۲ بهمن ۱۳۸۱ با شمارهٔ ثبت ۷۰۷۱ به‌عنوان یکی از آثار ملی ایران به ثبت رسیده است.